# Gil Gerard
Gil Gerard est un acteur américain né le 23 janvier 1943 à Little Rock, dans l'Arkansas.

## Biographie
Gil Gerard est né à Little Rock, Arkansas, d'une mère enseignante à l'université et d'un père vendeur. Alors qu'il fréquentait l'école secondaire catholique pour garçons de Little Rock, il a commencé à s'investir dans le théâtre. 
Adolescent, il travaille dans une épicerie Kroger. 
En 1960, il fréquente le Maryknoll Seminary à Glen Ellyn, dans l'Illinois, et joue le rôle principal d'une production entièrement masculine de The Music Man. Par la suite, il fréquente l'Université de Central Arkansas mais abandonne le cursus avant d'obtenir son diplôme.

## Filmographie

### Cinéma
- 1971 : Some of My Best Friends Are[2]
- 1974 : Enquête dans l'impossible (Man on a Swing) de Frank Perry
- 1977 : Les Naufragés du 747[3]
- 1977 : Hooch[4]
- 1991 : Soldier's Fortune[5]
- 1996 : Looking for Bruce[6]
- 1999 : Fugitive Mind[7]
- 2001 : Air Rage[8]
- 2009 : Dire Wolf[9]
- 2012 : Blood Fare[10]

### Télévision
- 1963–1982 : The Doctors[11]
- 1977 : La Petite Maison dans la prairie
- 1978 : Killing Stone[12]
- 1979-1981 : Buck Rogers au XXVe siècle[13]
- 1982 : Père par intérim[14]
- 1982 : Une affaire d'enfer[15]
- 1984 : For Love or Money[16]
- 1985 : Alerte à l'aéroport[17]
- 1986-1987 : Le Chevalier lumière[18]
- 1989 : Nightingales[19]
- 1989 : Final Notice de Steven Hilliard Stern (téléfilm) : Harry Stoner
- 2000 : Sous le masque d'un ange (The Stepdaughter) : Jesse Conner
- 2007 : Ouragan nucléaire[20]
- 2007 : Bone Eater[21]
- 2009 : Le pentacle maudit[22]
- 2011 : L'amour à la une : Neil Thomas Jr